# Hôpital Broca

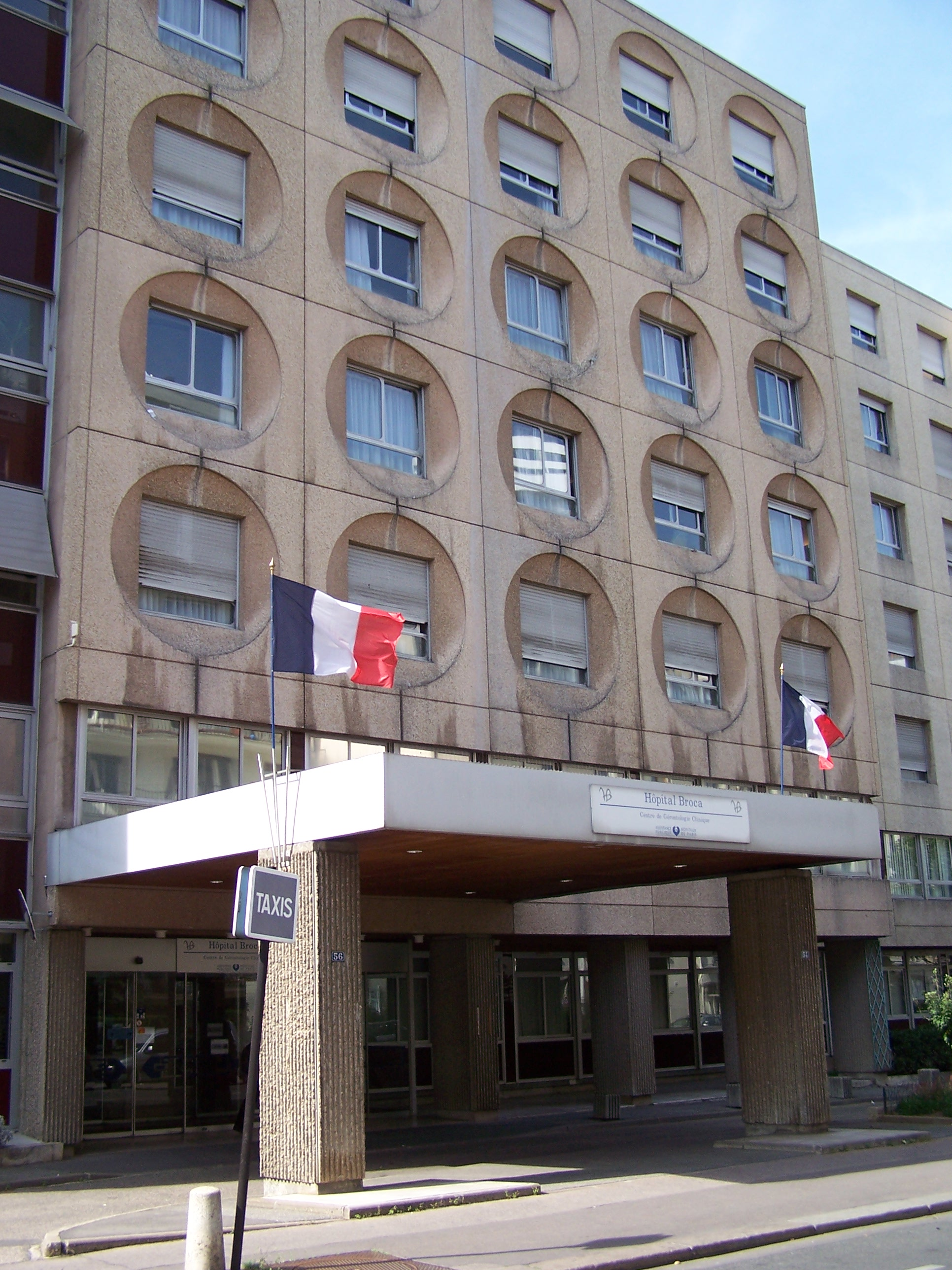
Hôpital Broca

Das Hôpital Broca ist ein auf klinische Gerontologie spezialisiertes Krankenhaus der Assistance publique – Hôpitaux de Paris (AP-HP) in der 54-56 Rue Pascal im 13. Arrondissement von Paris.
Es verdankt seinen Namen Paul Broca (1824–1880), einem berühmten Chirurgen und Anthropologen.
Es wurde 1832 gegründet.